# 北海道道304号紋別港線
北海道道304号紋別港線（ほっかいどうどう304ごう もんべつこうせん）は、北海道紋別市港町と元紋別を結ぶ一般道道（北海道道）である。

## 概要

### 路線データ
- 起点：北海道紋別市港町5丁目（重要港湾紋別港・北海道道713号中渚滑紋別停車場線交点）
- 終点：北海道紋別市元紋別（国道238号交点）
- 路線延長：3.4km（総延長）

## 歴史
- 1957年（昭和32年）7月25日 262号として路線認定[1]。
- 1994年（平成6年）10月1日 路線番号を304号に変更[2]。

## 路線状況

### 道路施設
道の駅
- オホーツク紋別＝紋別市元紋別

## 地理

### 通過する自治体
- オホーツク総合振興局
  - 紋別市

### 交差する道路
紋別市
- 北海道道713号中渚滑紋別停車場線 - 港町5丁目（起点）
- 北海道道305号紋別丸瀬布線 - 元紋別
- 国道238号 - 元紋別（終点）

### 沿線にある施設など
紋別市
- セイコーマート紋別港町店 - 港町6丁目10-3
- セブン-イレブン紋別港町店 - 港町8丁目6-1
- 北海道紋別高等学校 - 南が丘町6丁目3-47
- 紋別市健康プール「ステア」 - 元紋別11-5